# مارتین گروپیوس
 مارتین گروپیوس (انگلیسی: Martin Gropius؛ ۱۱ اوت ۱۸۲۴ – ۱۳ دسامبر ۱۸۸۰) یک معمار اهل آلمان بود.

## نگارخانه

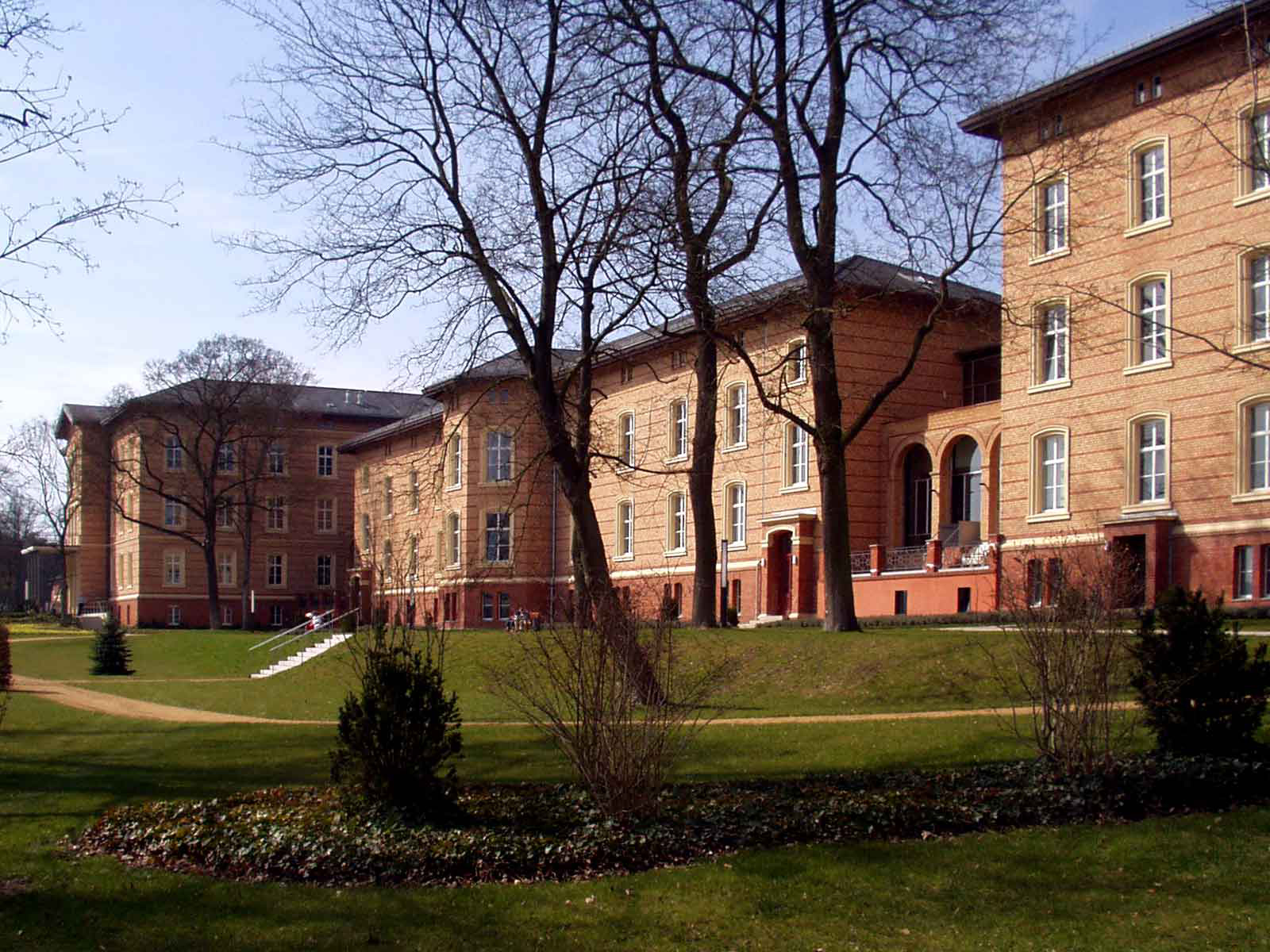
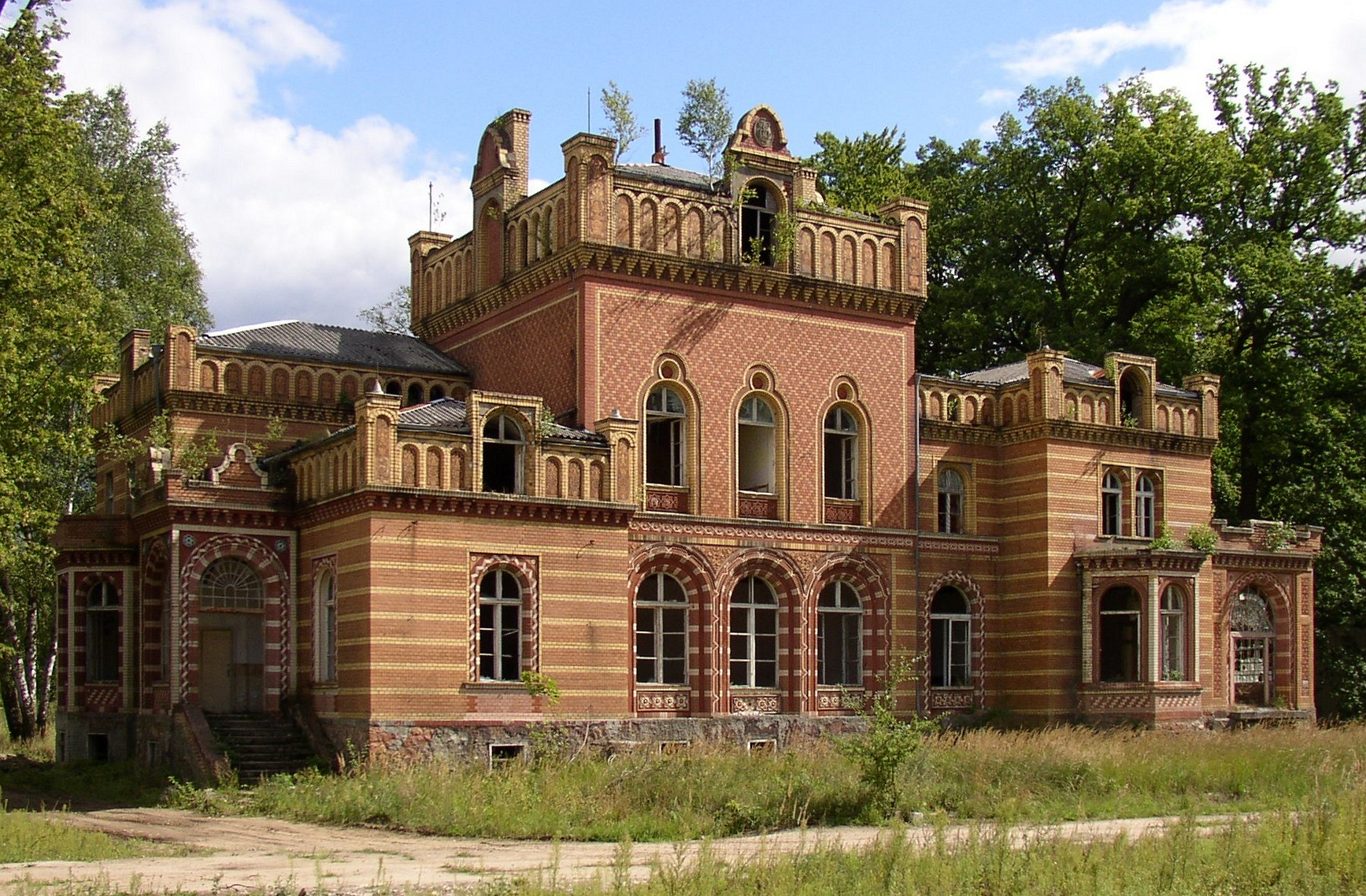
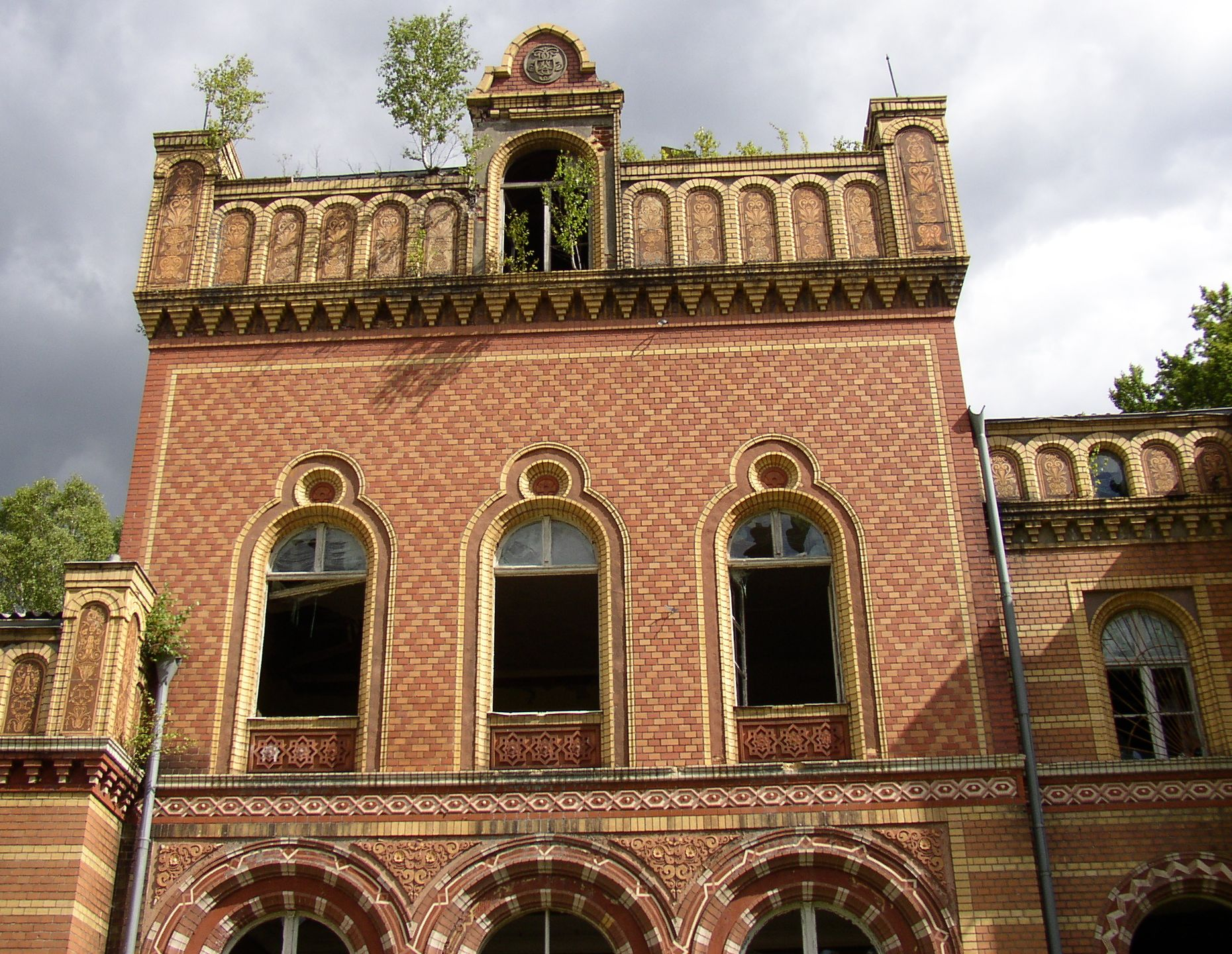
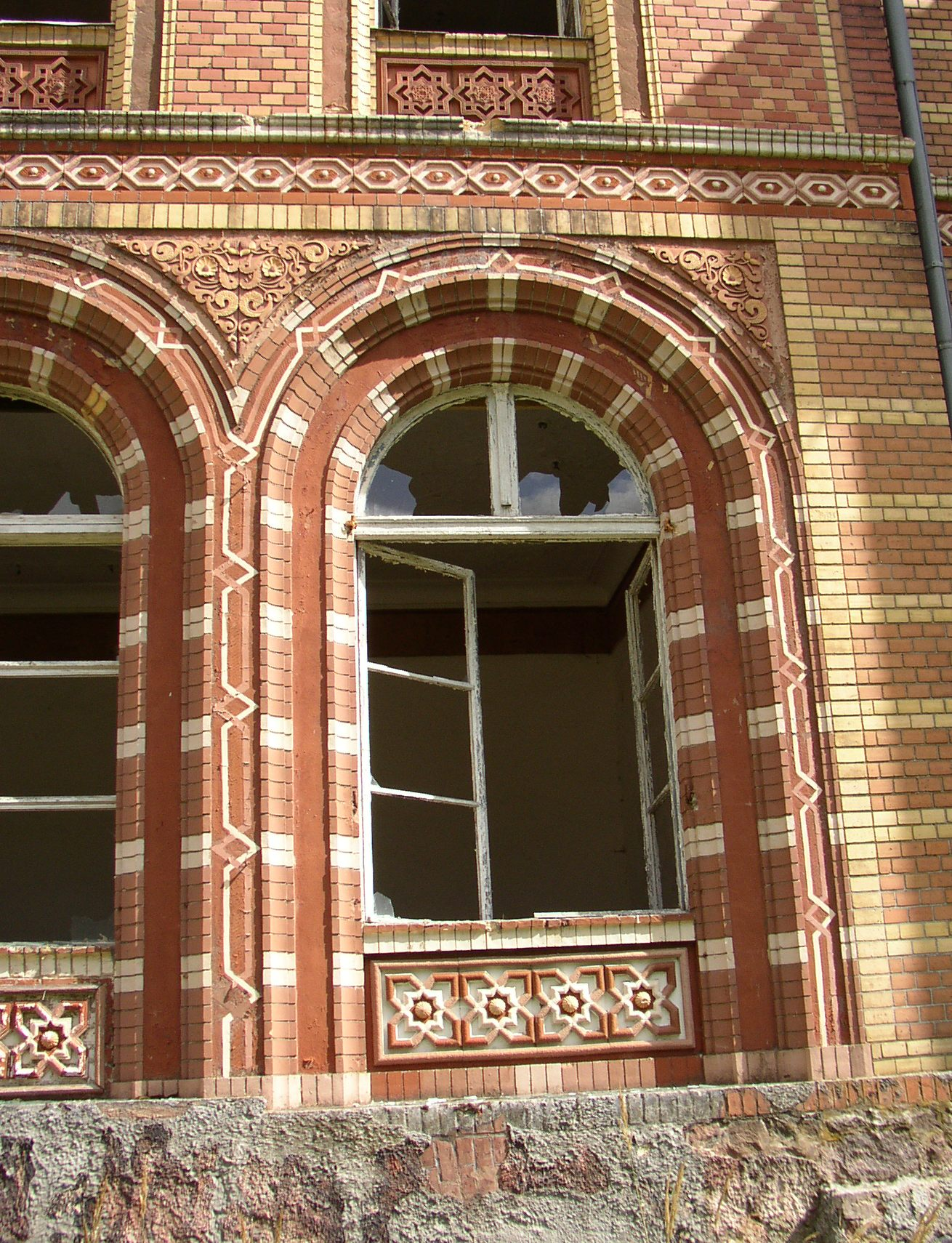
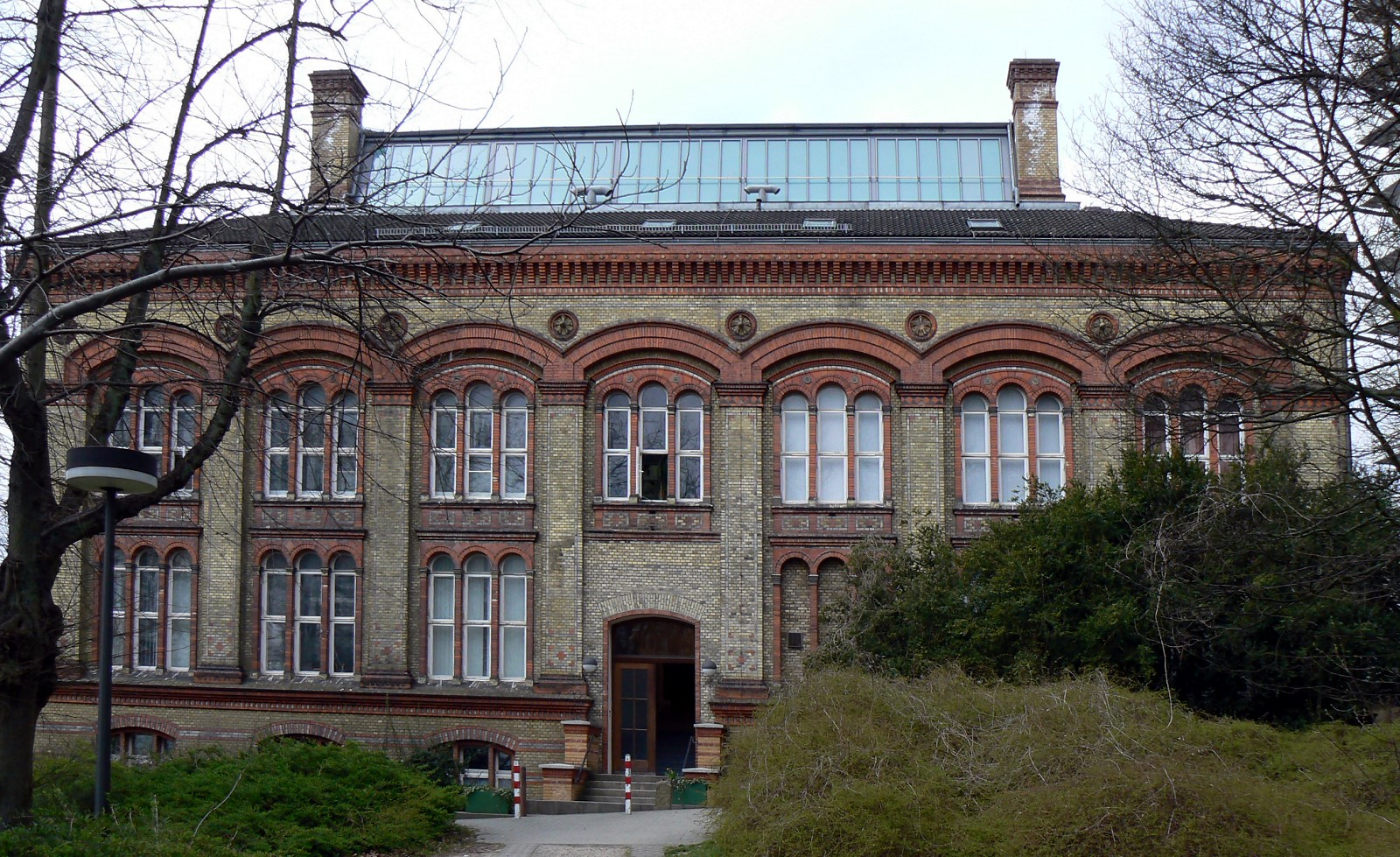
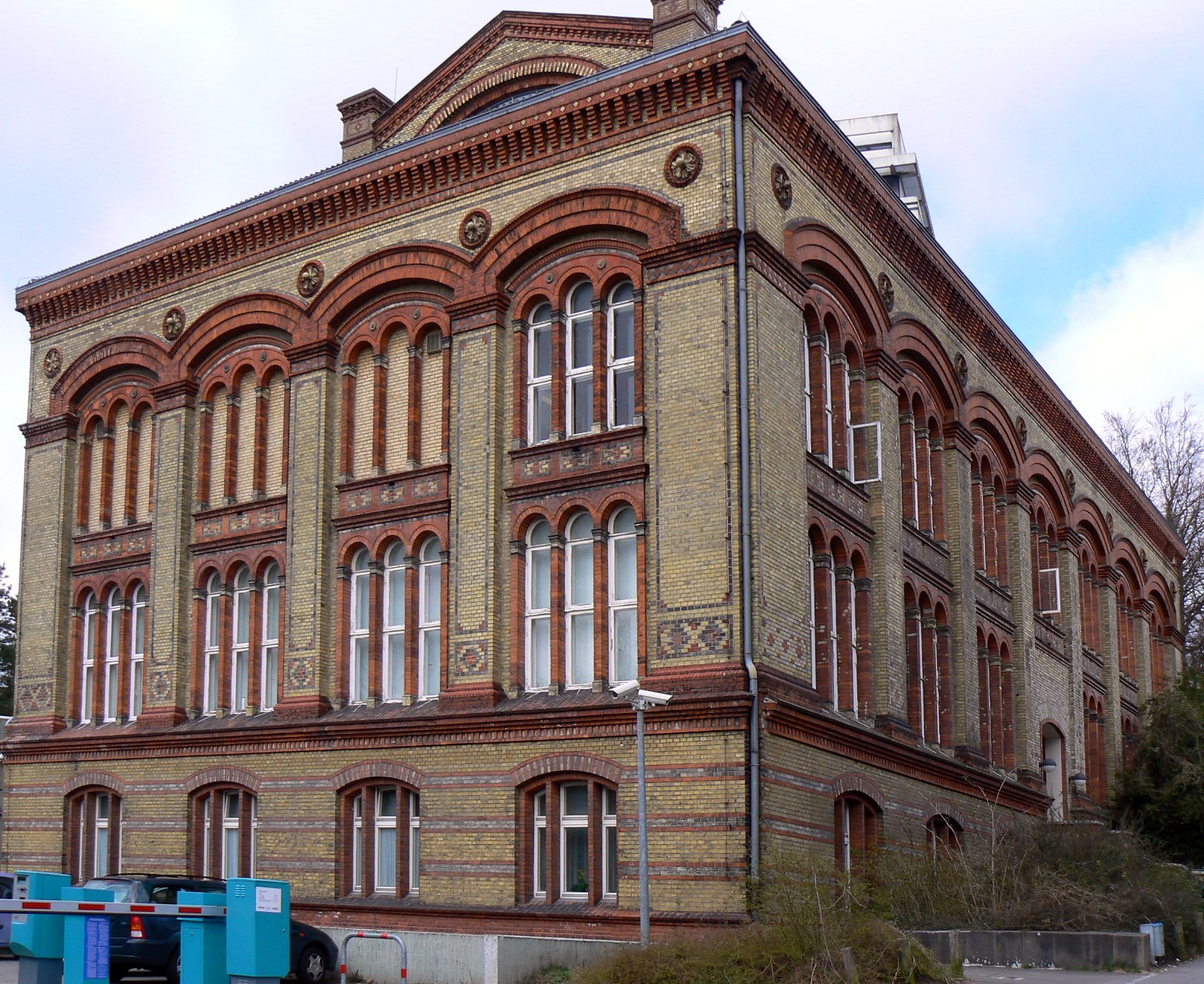
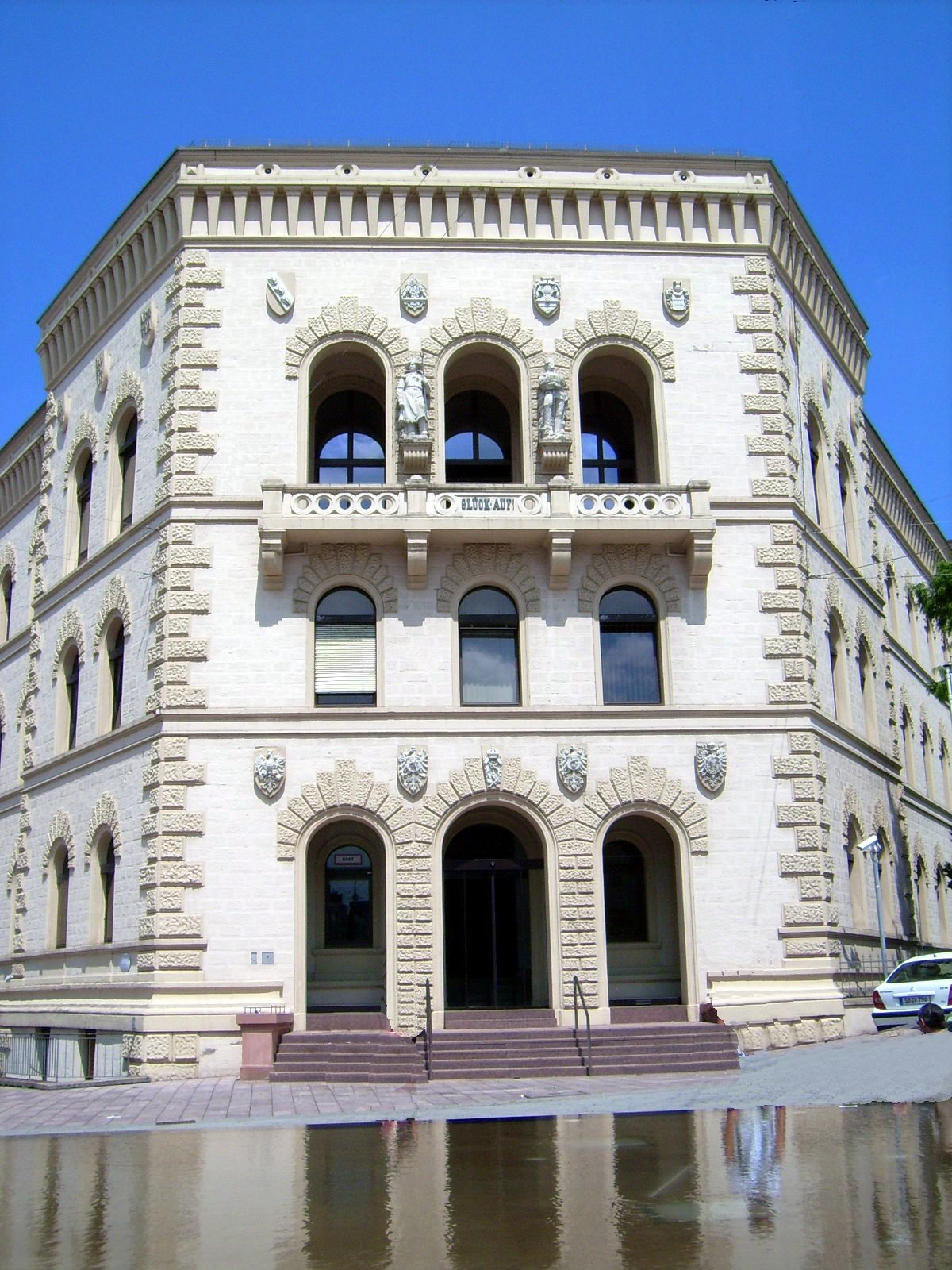
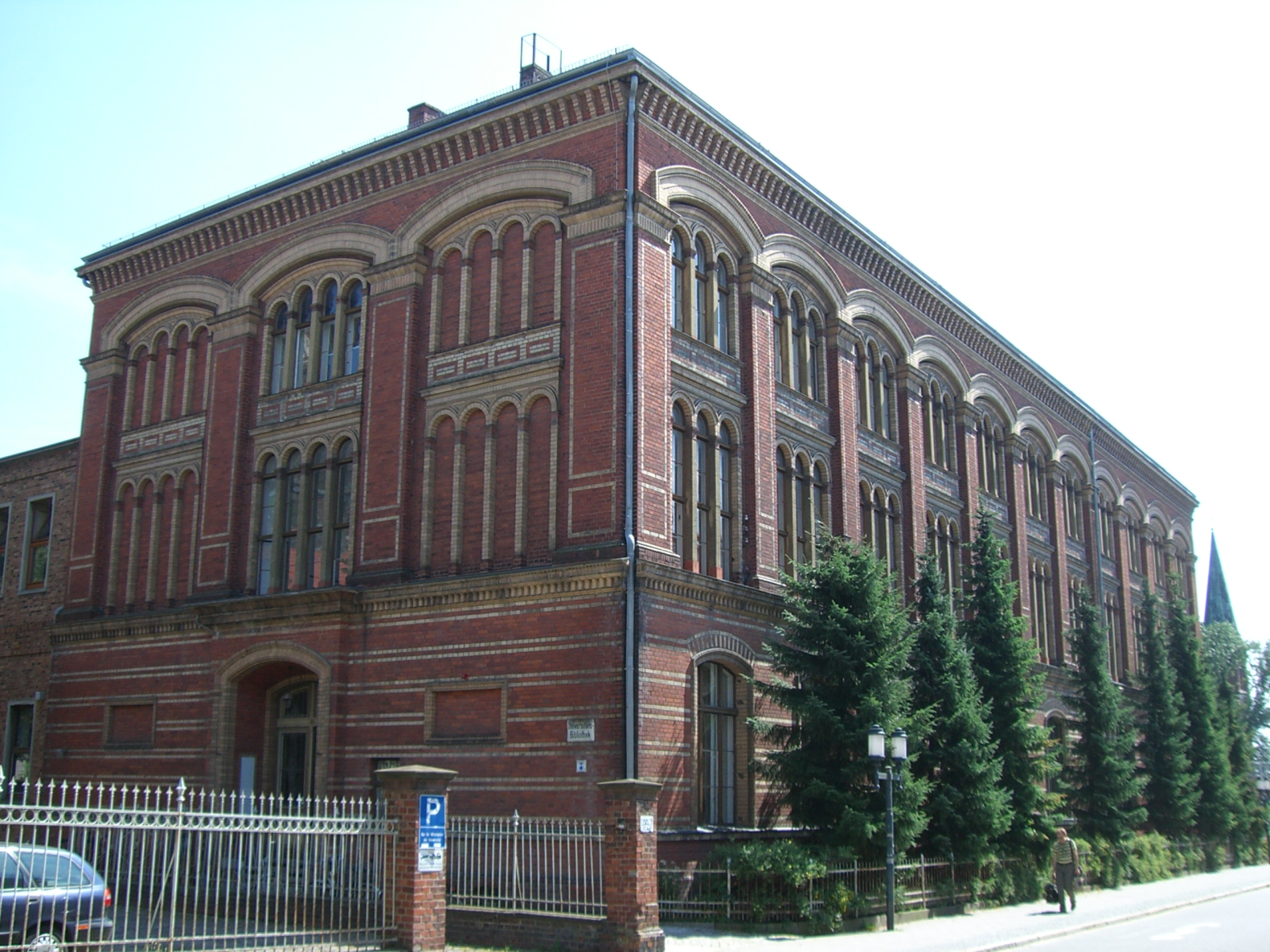